# Sent Pèir de Castèths
Sent Pèir de Castèths (en francès Saint-Pey-de-Castets) és un municipi francès situat al departament de la Gironda i a la regió de la Nova Aquitània.

## Demografia
| 1962                                       | 1968 | 1975 | 1982 | 1990 | 1999 | 2007 |
| ------------------------------------------ | ---- | ---- | ---- | ---- | ---- | ---- |
| 449                                        | 484  | 457  | 520  | 597  | 617  | 605  |
| Des de 1962: població sense dobles comptes |      |      |      |      |      |      |

## Administració
| Període   | Identitat        | Partit |
| --------- | ---------------- | ------ |
| 2001-2008 | Michel Bordier   |        |
| 2008-     | Lilianne Poivert |        |